# بالي
مقاطعة بالي (بالإندونيسية: Bali)، هي إحدى مقاطعات إندونسيا، وتعتبر وجهة سياحية دولية. يوجد فيها تكوين صخري بركاني يعد من أحد معالمها الهامة اسمه تاناه لوط وعاصمتها دنباسار.
وهي تعتبر من أشهر جزر أندونيسيا الساحرة، مع المناظر الطبيعية المتنوعة من التلال والجبال، والسواحل الوعرة والشواطئ الرملية، تراسات الأرز الخصبة والتلال البركانية الجرداء كلها توفر خلفية خلابة لثقافة ملونة وعميقة الروحية وفريدة من نوعها جعلها تلقّب بالجنة على الأرض. مع ركوب الأمواج على مستوى العالم والغوص، وعدد كبير من المعالم الثقافية والتاريخية والأثرية، ومجموعة ضخمة من أماكن الإقامة، وهذا هو واحد من الوجهات الجزيرة الأكثر شعبية في العالم واحد واللتي تفوز باستمرار بجوائز الجزر الأكثر سفراً لها.

## التاريخ
سُكنت بالي من قبل قبائل الأسترونيسن الذين هاجروا من تايوان عبر الجهة البحرية لجنوب شرق آسيا منذ ما يقارب 2000 سنة قبل الميلاد.
ثقافياً ولغوياً، يعتبر سكان بالي أقرب لقبائل: الأرخبيل الأندونيسي، الفلبين ومناطق الأقيانوسية.
وتعتبر الأدوات الصخرية التراثية التي عثرت بالقرب من قرية سيكك في شرق الجزيرة دليل على التقارب الثقافي بين تلك القبائل.
ثقافة سكان بالي تأثرت وبشكل واضح من قبل الثقافتين الهندية والصينية وبالتحديد من الثقافة الهندوسية في بداية القرن الأول الميلادي.
في سنة 991 م ولد في بالي، أرلانجا وهو أحد الملوك الذين حكموا شرق جاوة بينما حكم أخوه الأصغر كوالي نائبا عنه في جزيرة بالي وتؤلف مقبرته ومقابر زوجاته مجموعة من المقابر الصخرية في تامباك سيرنج تحيط بها مآوي منحوتة في الصخر استخدمت لإقامة الرهبان المعينين للخدمة الدينية الخاصة بالمقابر الملكية وفي عام 1343 سقطت الأسرة الملكية البالية على يد مملكة ماجاهيت الجاوية وانتقل مركز السلطة إلى بجنج ثم إلى كلونجكلونج وكان حاكمها لا يزال معتبرا صاحب المركز الأول بين حكام بالي الآخرين حتى تحت الحكم الهولندي ومعظم الآثار الباقية في هذه الجزيرة ترجع إلى فترة بجنج وتعزى مهارة الباليين في نحت الحجر إلى حبهم للزخرفة المتشابكة المعقدة وإلى ميلهم لعدم ترك مساحات غير منحوتة.
أول اتصال أوروبي بالجزيرة كان من خلال المستكشف الهولندي كورنليز دي هاوتمن في عام 1597م.
ليأتي بعد ذلك الاستعمار الهولندي الذي شمل بقية جزر الأرخبيل الأندونيسي في القرن التاسع عشر .

## الديانة
على عكس الغالبية العظمى للديانة الإسلامية في أندونيسيا، ما يقارب 83.5٪ من سكان بالي يدينون بالديانة الهندوسية المحلية
والمتشكلة من مزيج من بعض الاعتقادات المحلية والهندوسية الموجودة في جنوب آسيا. الديانات الأخرى تشمل الإسلام 13.4٪ والمسيحية 2.5٪ والبوذية 0.5٪.
عندما دخل الإسلام إلى جزيرة جاوا في القرن السادس عشر، أصبحت جزيرة بالي مأوى للعديد من الهندوس.
الهندوسية في بالي مزيج من الهندوسية الهندية والبوذية وبعض التقاليد الروحانية للسكان الأصليين.

## جزر مقاطعة بالي
من أهم جزر المقاطعة:
- بالي، وهي مركز المقاطعة
- جزيرة نوسا بينيدا
- جزيرة نوسا ليمبونغان
- جزيرة نوسا سينيغان
- دنباسار - مدينة صاخبة، ومركز الإدارة ومركز النقل للجزيرة ولكن ليست مقصدا سياحيا رئيسيا
- كانديداسا - بلدة ساحلية هادئة، وبوابة إلى الساحل الشرقي
- كوتا - منطقة راكبي الأمواج إلى حد بعيد أكثر المناطق نموا في بالي. الكثير من التسوق والحياة الليلية
- جيمباران - منتجعات البحر، شاطئ محمي لطيف ومطاعم المأكولات البحرية جنوب كوتا
- ليجيان - تقع بين كوتا وسيمينياك؛ وأيضا اسم شارع كوتا الرئيسي
- لوفينا - الشواطئ الرملية البركانية السوداء الجميلة والشعاب المرجانية
- بادانغ بأي - قرية صيد تقليدية مريحة مع بعض الخيارات السياحية. مكان رائع للاستمتاع بالشاطئ والغطس والغوص وتناول الأسماك.
- سانور - المنتجعات الشاطئية والشواطئ الشهيرة مع العائلات الأكبر سنا
- سيمينياك - منتجعات وفيلات أكثر هدوءا وشاطئا على شاطئ البحر إلى الشمال مباشرة من ليجيان، مع بعض المطاعم الراقية العصرية والحانات المصممة العصرية ونوادي الرقص
- أوبود - مركز الفن والرقص في سفوح التلال، مع العديد من المتاحف والغابات القرد والكثير من محلات الفنون والحرف اليدوية

## أماكن سياحية
- أميد - منطقة من قرى الصيد التقليدية الهادئة التي تتميز بشواطئ الرمال السوداء والشعاب المرجانية
- بيدوغول - البحيرات الجميلة في الجبال، وملعب للجولف، والحدائق النباتية ومعبد أولون دانو براتان الشهير
- بوكيت شبه الجزيرة - الطرف الجنوبي من بالي، مع تصفح من الطراز العالمي، والشواطئ العظيمة، ولا تفوت لجرف شنقا معبد أولواتو
- كينتاماني - بركان نشط جبل باتور، مشهد الجبال العظيمة، أكبر بحيرة في بالي، ودرجات الحرارة أكثر برودة الخضار والفاكهة
- نوسا دوا - المنتجعات الراقية وشاطئ رملي ذهبي طويل
- نوسا ليمبونجان - لمحبين الغوص، وركوب الأمواج ومكان رائع للاسترخاء
- غرب بالي الحديقة الوطنية - مشاهدة الطيور والغوص في منطقة محمية طبيعية كبيرة الوحيدة في بالي
- شلال جت جت - يقع في قرية جت جت شمال جزيرة بالي[4]
- شلال تيجينونجان - يقع في قرية تيجينونجان ويتميز بكثافة الأشجار المحيطة والينابيع الرائعة[4]
- شلالات سيكومبول - مكان رائع مقسم إلى 7 درجات صخرية تنساب من خلالها المياه[4]
- شلال شامبوهان - ويسمي أيضاً بالشلا التوأم ويتغذي من مياه نهري ييه لامباه وداليم باندونق[4]
- حديقة سفاري بالي - عبارة عن حديقة حيوانات مفتوحة تقع في جنوب جزيرة بالي[4]
- حديقة الطيور في بالي - تضم حوالي250 نوع مختلف من الطيور ومساحات خضراء واسعة ونباتات استوائية[4]

## الطقس في جزيرة بالي
تقع بالي على بعد حوالي 8 درجات تحت خط الاستواء. لذلك يمكنك أن تتوقع مناخًا استوائيًا دافئًا ورطبًا على مدار السنة. مع موسمين رئيسيين مميزين: موسم جاف وموسم ممطر.
- الموسم الجاف: من شهر أبريل الى شهر أكتوبر و تتراوح درجات الحرارة بين 27 و 32 درجة مئوية. يمكن هطول الأمطار أحيانا حتى في الموسم الجاف لكن بتواتر أقل من الموسم الممطر
- الموسم الممطر: من شهر نوفمبر الى مارس. تهطل الامطار تقريبا بشكل يومي لكن لفترة قصيرة أفصاها ساعتين. بقية اليوم يكون أكثر رطوبة مما يزيد الاحساس بالحرارة.

بشكل عام الطقس في جزيرة بالي متقارب في درجات الحرارة طوال السنة و الختلاف فقط في كمية الأمطار.